# Hannah Mancini
Hannah Mancini (* 12. března 1980 Los Angeles, Kalifornie, USA) je americká zpěvačka, která pracuje a žije ve Slovinsku.

## Kariéra
Silně se angažovala ve stylech dance-pop, nu disco a elektronické hudbě. Zde měla příležitost pracovat s různorodou skupinou prvotřídních umělců a producentů z těchto žánrů. Jako zpěvačka a skladatelka propůjčila své úsilí a spolupracovala na projektech s vítěznými procenty cen Grammy, mezi nimi jsou Larry Klein, Umek (Vice Grip a Dementia), Sare Havlicek (Vibe on You) a D-Pulse (Highway to Saturn). Také 4 roky vystupovala jako frontmanka národně úspěšné skupině XEQUTIFZ, která přinesla 3 rádiové hity. Písně skupiny byly nahrány, jak ve slovinštině, tak i v angličtině ("Anywhere With You" / "Dalec Stran v roce 2009, "And We Danced" / "Bil je Ples" v roce 2010 a "Walking Away" v roce 2011). Videoklip pro píseň And We Danced vystoupal na pozici 3 v MTV Adria. Hannah také současně vypouští singly s umělci Beltek (Connect Us), David Puentez, Kosta Radman a Vanillaz se singlem Back2Life. Singl se umístil na populární house kompilaci nejlepšího house vydavatele Kontor Records (květen 2013).
Hannah také vystupuje pod přezdívkou Stella Mercury, kterou používá více pro underground a méně pro komerční taneční nahrávky. První singl vydaný pod jménem Stella Mercury je ve spolupráci s Mikem Valem Don't Give a Damn, který byl představen v květnu 2013 a udržel se na v Beatport house chart v deseti nejlepších po 3 měsíce.
Na své předchozí životní dráze Hannah také pracovala na mnohých soundtracích pro Disneyho filmy a měla možnosti spolupracovat ve studiu s předními skladateli v oboru, kterými jsou Todd Chapman a producent i vítěz cen Grammy Larry Klein. Také vystupovala v hudebním sále Radio City, Universal Amphitheatre a v The Tonight Show s Jayem Lenonem.
V roce 2014 spolupracovala s Raayem a dalšími slovinskými skladateli na napsání písně pro slovinské národní kolo EMA 2014, píseň nese název "Spet/Round and Round" a po vítězství v superfinále s ní bude Tinkara Kovač reprezentovat Slovinsko na Eurovision Song Contest 2014.
Stejného roku bude v moldavském národním kole O Melodie Pentru Europa 2014 soutěžit píseň, na které se také autorsky podílela. Píseň nese název "One and All" a zazpívá ji Diana Staver. Na písni pracoval také slovinský skladatel Raay a Charlie Mason.

## Eurovision Song Contest 2011 a 2013
Hannah byla oslovena k reprezentaci na Eurovision Song Contest 2013. Předtím se spolu s bratry Sylvainem Valem a Mikem Valem zúčastnila slovinského národního finále pro Eurovision Song Contest 2011 s písní "Ti si tisti". Sice národní finále nevyhrála, ale píseň stala se národním hitem. Byla interně vybrána mezi několika jinými zpěváky a písněmi, aby reprezentovala Slovinsko na Eurovision Song Contest 2013 v Malmö s písní "Straight Into Love". I když se do finále nekvalifikovala, tak se píseň dočkala remixu mnohými ostatními DJ, kteří vydali píseň s jinými hudebními vydavatelstvími v blízké budoucnosti.

## Osobní život

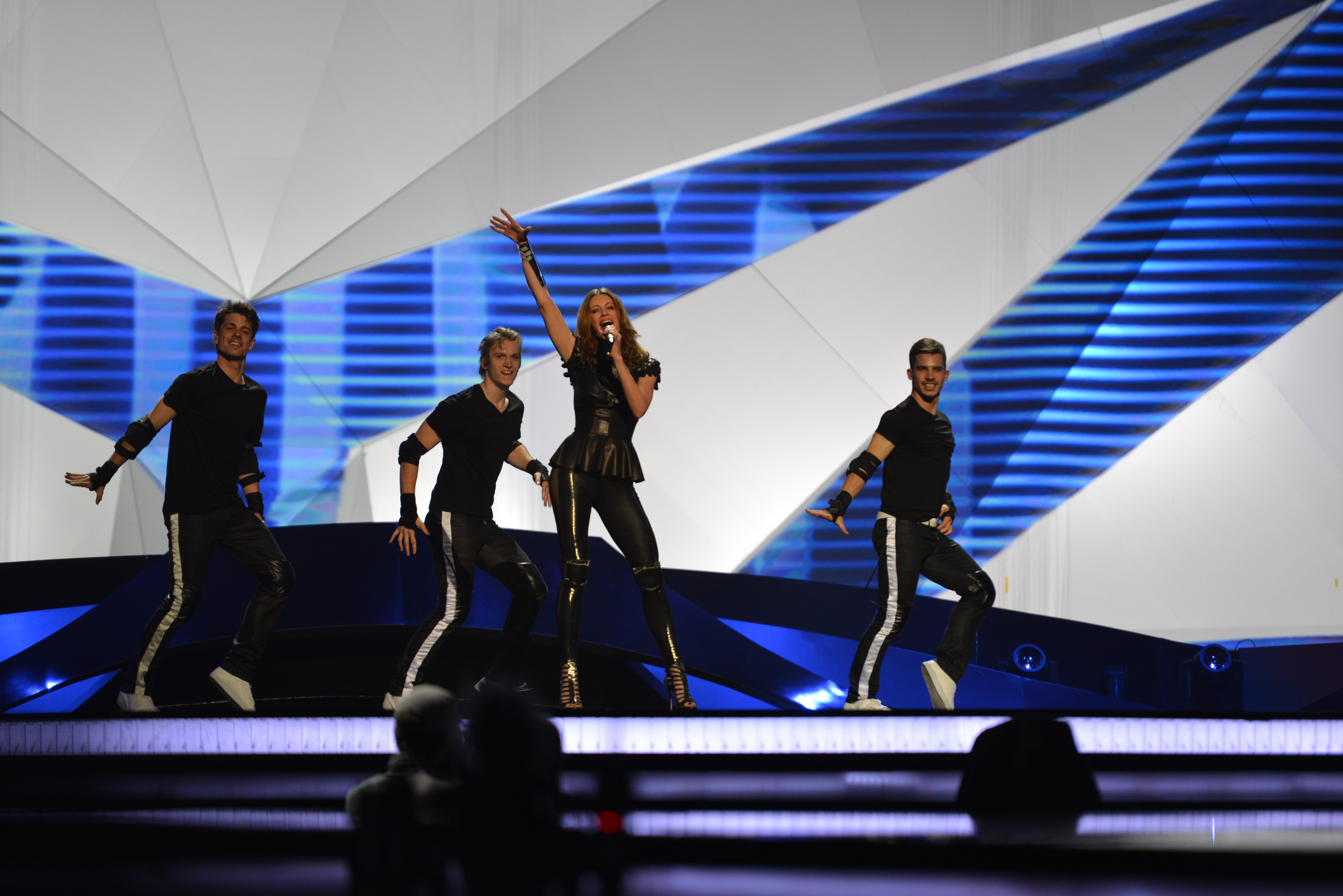
Hannah Mancini vystupuje s písní "Straight Into Love" na Eurovision Song Contest 2013

V současnosti je vdaná.

## Diskografie

### Singly
| Rok  | Název písně                                | Nejvyšší dosažená pozice | Album |
| Rok  | Název písně                                | Top Slovenija            | Album |
| ---- | ------------------------------------------ | ------------------------ | ----- |
| 2011 | «Ti si tisti» (se Sylvainem a Mikem Valem) | 14                       | TBA   |
| 2013 | «Straight Into Love»                       |                          |       |